# Enrique Salinas de Gortari
Enrique Eduardo Guillermo Salinas de Gortari (15 de noviembre de 1952 – 6 de diciembre de 2004) fue un ingeniero civil mexicano, conocido por ser el hermano menor del expresidente de México, Carlos Salinas de Gortari. Aunque se mantuvo fuera de la vida pública, fue investigado en relación con operaciones de lavado de dinero. En un artículo publicado en la revista Proceso, escrito por María Scherer, fue identificado como el «cerebro financiero» de su otro hermano, Raúl Salinas de Gortari. Raúl estuvo preso más de 10 años acusado de la autoría intelectual del homicidio de José Francisco Ruiz Massieu, su excuñado y secretario general del Partido Revolucionario Institucional, y de lavado de dinero, pero finalmente fue absuelto en 2005.
El 6 de diciembre de 2004, su cuerpo fue encontrado con una bolsa plástica cubriéndole la cabeza dentro de un Volskwagen Passat. El vehículo fue abandonado en el municipio de Huixquilucan, Estado de México. La PGJEM (Procuraduría General de Justicia del Estado de México) indicó que la causa del fallecimiento fue asfixia por sofocación.